# Manihot populifolia
Manihot populifolia är en törelväxtart som beskrevs av Ferdinand Albin Pax. Manihot populifolia ingår i släktet Manihot och familjen törelväxter.
Artens utbredningsområde är Paraguay. Inga underarter finns listade i Catalogue of Life.